# Ludwig Glaser (Baseballspieler)
Ludwig Glaser (* 19. Dezember 1987 in Frankfurt am Main) ist ein deutscher Baseballspieler. Als Nationalspieler nahm er an Welt- und Europameisterschaften und dem World Baseball Classic teil. Mit den Buchbinder Legionären und den Heidenheim Heideköpfen wurde er mehrmals Deutscher Meister.

## Sportliche Karriere

### Jugend
Glaser war schon als Kind sportbegeistert. Er spielte ab seinem dritten Lebensjahr Tennis und später Handball. Bei den Bad Homburg Hornets entdeckte er seine Liebe zum Baseball. Als einer der ersten Sportler besuchte Glaser mit 15 Jahren das Sportinternat Regensburg und spielt seitdem für die Buchbinder Legionäre.

### Profivertrag in den USA
Während seiner Teilnahmen an der MLB European Academy in den Jahren 2006 und 2007 gewann Ludwig Glaser die Aufmerksamkeit von Scouts der Major League Baseball. Die Los Angeles Angels nahmen den Third Baseman daraufhin unter Vertrag. Glaser wurde 2008 in der Rookie League bei den AZL Angels eingesetzt. Noch vor Saisonbeginn wurde er beim Spring Training von einem Ball im Gesicht getroffen und schwer verletzt. Den durch die Verletzungspause bedingten Trainingsrückstand konnte er nicht mehr aufholen. Seine Leistungen bei den AZL Angels blieben hinter den Erwartungen zurück. Trotz überzeugender Leistungen mit der Nationalmannschaft und des Gewinns der Deutschen Meisterschaft mit den Legionären im gleichen Jahr entließen ihn die Los Angeles Angels vorzeitig.

### Erfolge
Ludwig Glaser spielt seit 2003 ununterbrochen für die Buchbinder Legionäre. Mit den Regensburgern wurde Ludwig Glaser mehrmals Deutscher Meister. Er nahm drei Mal an der Baseball-Weltmeisterschaft, am World Baseball Classic Qualifier 2013, an der Olympiaqualifikation 2008 sowie an mehreren Baseball-Europameisterschaften und der U21-Europameisterschaft 2008 teil. In der Baseball-Bundesliga gilt Glaser als starker Schlagmann. Sein Gesamt-Batting-Average aus 363 Bundesligaspielen lag Ende der Saison 2014 bei .346. Am 3. Juli 2015 schlug Glaser im Spiel Mainz Athletics gegen Buchbinder Legionäre seinen 500. Hit in einem Bundesligaspiel. In der Finalrunde um die Deutsche Baseballmeisterschaft 2015 wurde er als Best Batter der Serie ausgezeichnet. Am 7. Mai 2016 erzielte er seinen 541. Hit in der Bundesliga für die Legionäre und ist damit Rekordhalter in dieser Statistik.
Im Oktober 2016 erklärte Glaser eigentlich sein Karriereende, schloss sich 2018 aber den Heidenheim Heideköpfen an, mit denen er 2019, 2020 und 2021 erneut die Deutsche Meisterschaft gewann.